# Dorothy Ashby
Dorothy Ashby, född 6 augusti 1932 i Detroit i Michigan, död 13 april 1986 i Santa Monica i Kalifornien, var en amerikansk kompositör och jazzmusiker (harpa).
Kända album som hon publicerade under 1950- och 1960-talet var The Jazz Harpist, In A Minor Groove och Hip Harp. Fler verk inspelade hon med Frank Wess (flöjt) samt andra musiker (bass och trummor). Som harpist medverkade hon på Bill Withers album +'Justments 1974. Withers presenterade sedan Ashbury för Stevie Wonder, och Dorothy Ashby medverkar i låten If it's magic. Innan sin död 1986 medverkade hon på singlar och album av bland annat Diana Ross, Dionne Warwick och Earth, Wind & Fire.
Dorothy Ashby var dotter till jazzgitarristen Wiley Thompson. Hon studerade på Cass Technical High School i Detroit, där hon började spela harpa. Under sin universitetstid studerade hon piano.